# Fautino De Los Santos
Fautino De Los Santos (nacido el 15 de febrero de 1986 en Samaná) es un lanzador dominicano de Grandes Ligas que juega para los Atléticos de Oakland.

## Carrera

### Chicago White Sox (2006–2008)
De Los Santos comenzó su carrera en la organización de los Medias Blancas de Chicago como un lanzador abridor. Jugó muy bien en la Dominican Summer League en 2006. En 2007, dividió su tiempo de juego entre Clase-A con Kannapolis Intimidators y Clase-A avanzado con Winston-Salem Dash.

### Oakland Athletics (2008–presente)
En enero de 2008, De Los Santos fue canjeado junto con Ryan Sweeney y Gio Gonzalez a los Atléticos por Nick Swisher. En 2008, lanzó en Clase-A para Stockton Ports, pero estuvo fuera gran parte de las temporadas 2008 y 2009 después de someterse a una cirugía Tommy John para reparar un codo lesionado. Terminó el 2009 con los Arizona League Athletics y fue añadido al roster de 40 jugadores de los Atléticos después de terminada la temporada. De Los Santos comenzó el 2010 de nuevo con Stockton y fue promovido a Doble-A con Midland RockHounds, donde pasó la mayor parte de la temporada. A pesar de terminar 2010 con una decepcionante efectividad de 6.54 en 25 apariciones con Midland, De Los Santos se desempeñó bien en 2011 y subió rápidamente a las filas. Fue promovido a Triple-A con Sacramento Rivercats el 5 de mayo.
El 20 de mayo, después de solo seis entradas lanzadas en cinco apariciones en Triple-A, De Los Santos recibió su primera convocatoria a Grandes Ligas por los Atléticos, cuando Brandon McCarthy  y Tyson Ross fueron colocados en la lista de lesionados. Sin embargo, desde que ambos lanzadores estuvieron de vuelta en la rotación de abridores del equipo, De Los Santos fue enviado de vuelta a las menores cuatro días después sin haber hecho ninguna aparición para dar cabida al recién adquirido Guillermo Moscoso. El 3 de junio, De Los Santos fue llamado otra vez a los Atléticos cuando Grant Balfour, otro relevista, fue colocado en licencia por paternidad. En su debut de Grandes Ligas el 4 de junio, De Los Santos enfrentó a un bateador, Jed Lowrie de los Medias Rojas de Boston, ponchándolo. En su segunda aparición, sin embargo, De Los Santos permitió un hit e hizo dos lanzamientos descontrolados en el mismo turno al bate, permitiendo una carrera en una entrada. En un movimiento inesperado, los Atléticos decidieron mantener a De Los Santos con el equipo cuando Balfour regresó de su licencia, debido a que su bullpen se había agotado en 14 inning del juego de la noche anterior, siendo el infielder Andy LaRoche desingnado para asignación en su lugar.